# Puto barberi
Puto barberi är en insektsart som först beskrevs av Cockerell 1895.  Puto barberi ingår i släktet Puto och familjen ullsköldlöss. Inga underarter finns listade i Catalogue of Life.